# 渡部曉斗
渡部曉斗（日语：／ Watabe Akito */?，1988年5月26日—）為日本北歐混合式滑雪運動員，從2005年開始參賽。他在2009年世界北歐式滑雪錦標賽4 x 5公里團體奪冠，2007年世界北歐式滑雪錦標賽他以個人最佳成績在7.5公里競速賽奪得第31名。
2014年索契冬奧他在北歐混合式滑雪10公里一般跳台項目奪得銀牌。